# Joseph Massart

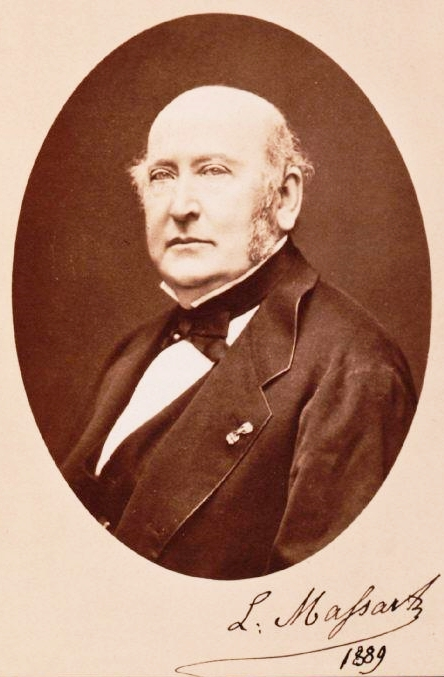
Joseph Massart.

Lambert Joseph Massart, född den 19 juli 1811 i Liège, död den 13 februari 1892 i Paris,  var en belgisk-fransk violinist.
Massart, som var elev till Rodolphe Kreutzer, blev 1843 violinprofessor vid konservatoriet i Paris och vann mycket anseende som lärare åt Wieniawski, Marsick, Sarasate, Teresina Tua med flera.